# Letov Š-20
De Letov Š-20 is een Tsjechoslowaaks eenzits-dubbeldekkerjachtvliegtuig gebouwd door Letov. De Š-20 is ontworpen door ingenieur Alois Šmolík. De Š-20 vloog voor het eerst in 1925. De romp was gebouwd uit staal, dat was overspannen met doek. De vleugels waren gebouwd uit zowel hout als staal en ook deze waren met doek overspannen. In grote lijnen doet de Š-20 veel denken aan de jachtvliegtuigen van het Franse SPAD. In totaal zijn zo’n 117 Š-20’s gebouwd van alle versies. Op dit moment is er een Š-20 te bezichtigen in het Letecké Muzeum Kbely, het Tsjechische militair luchtvaartmuseum in Kbely, Praag.
In 1925 werd een Š-20 tweede in de nationale luchtrace, President van de Republiek. In 1926 werd een Š-20 in dezelfde luchtrace eerste en zette een nieuw nationaal snelheidsrecord met 234 km/h. Dit record had echter een kort leven toen ook een Š-20 het snelste een circuit aflegde met een snelheid van 245 km/h. 

## Versies
- Š-20: Het eerst ontwikkelde toestel
- Š-20J: Versie met een door Walter gebouwde Bristol Jupiter motor, 353 kW (480 pk), 1927.
- Š-20L: Export versie voor Litouwen, ook uitgerust met ski’s voor opstijgen en landen op sneeuw.
- Š-20M: Herziene versie, vooral aan de achterkant van de romp is de breedte vermindert, hoofdproductie versie.
- Š-20R: Versie die nog verdere aanpassingen aan de romp heeft ondergaan, 1927.

## Specificaties (Š-20)
- Bemanning: 1, de piloot
- Lengte: 7,44 m
- Spanwijdte: 9,70 m
- Hoogte: 2,56 m
- Vleugeloppervlak: 18,4 m2
- Leeggewicht: 728 kg
- Startgewicht: 1 048 kg

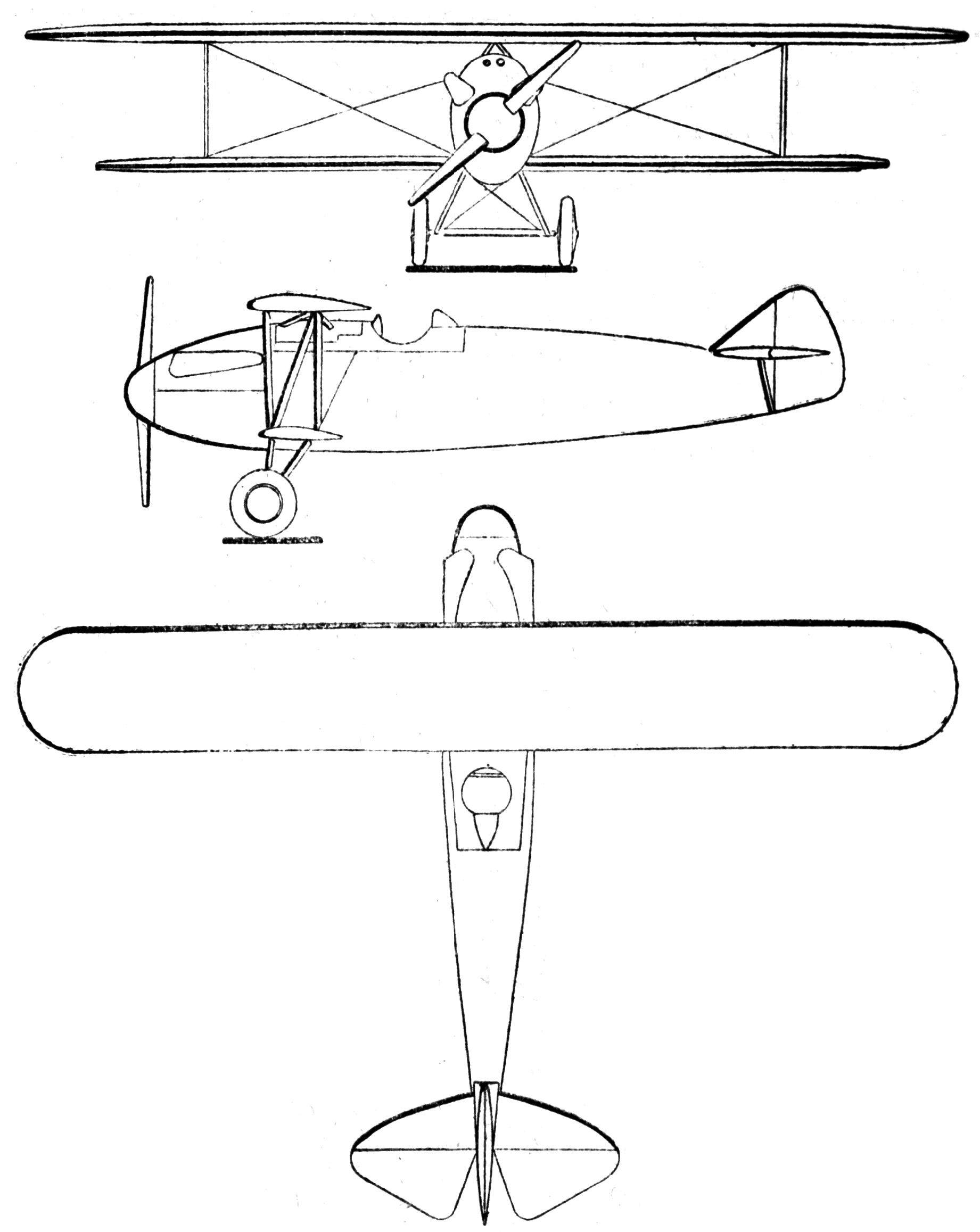
Letov Š-20

- Motor: 1× door Škoda gebouwde Hispano-Suiza 8 Fb, 190 kW (260 pk)
- Maximumsnelheid: 256 km/h
- Kruissnelheid: 225 km/h
- Plafond: 7 200 m
- Vliegbereik: 528 km
- Klimsnelheid: 6,0 m/s
- Bewapening: 2× vooruit vurende .303 Lewis machinegeweren

## Gebruikers
- Tsjechoslowakije – 105 Š-20M’s
- Litouwen – 10 Š-20L’s